# الدوري العالمي للكرة الطائرة
الدوري العالمي للكرة الطائرة (بالإنجليزية: FIVB Volleyball World League)‏ هي مسابقة هامة يقيمها الاتحاد الدولي للكرة الطائرة. ينظم الدوري العالمي سنويا منذ عام 1990م.

## نظام المسابقة
- ظل الدوري العالمي من تاريخ إنشائه سنة 1990 إلى سنة 2009 بدون نظام تأهيل خاص حيث كانت جميع المنتخبات تشارك بدعوة من الاتحاد الدولي للكرة الطائرة. وقد تراوح عدد المنتخبات المشاركة خلال تلك الفترة بين 8 و 16 منتخبا.
- ابتداء من نسخة 2010 اعتمد الاتحاد الدولي نظام تصفيات يؤهل منتخبيْن للدوري العالمي. ويشارك في هذه التصفيات 6 منتخبات: اثنان منهم هما صاحبا المركزين الأخيرين في النسخة السابقة من الدوري العالمي، بالإضافة لأربع منتخبات أخرى تمثل أربع قارات: أفريقيا، أوروبا، أمريكا وآسيا وتختلف طريقة تحديد هذه المنتخبات من قارة إلى أخرى فممثل أوروبا هو المنتخب الفائز بالدوري الأوروبي أما المشارك الأمريكي فهو المنتخب الفائز بألعاب بان أمريكان فيما بقيت طريقة اختيار ممثليْ آسيا وأفريقيا غير ثابتة فتارة يتم اعتماد التصنيف العالمي وتارة تنظم دورة قارية لتحديد المنتخب الذي سيمثل القارة في تصفيات الدوري العالمي وتارة أخرى يعين الاتحاد القاري منتخبا يمثله بدون تحديد طريقة اختيار واضحة وهذا ما يخص بالتحديد القارة الأفريقية.
- سنة 2013 تم ترفيع عدد المنتخبات المشاركة إلى 18 لأول مرة في تاريخ المسابقة وهذه المنتخبات هي: الأربعة عشر الأوائل في نسخة 2012 بالإضافة للمنتخبين المتأهلين عن التصفيات ومنتخبان آخران تحصلا على بطاقة دعوة بعد فشلهما في التأهل عبر التصفيات وهما: اليابان ومصر غير أن هذا الأخير أعلن انسحابه من البطولة ليتم تعويضه بالمنتخب البرتغالي.
- وقد شهد الدوري العالمي سنة 2013 لأول مرة تقسيم المنتخبات المشاركة إلى ثلاث مستويات وذلك عبر 3 مجموعات تضم كل منها 6 منتخبات ويتأهل للأدوار النهائية من الدوري العالمي منتخبان عن المجموعة الأولى، منتخبان عن المجموعة الثانية ومنتخب واحد عن المجموعة الثالثة التي تمثل المستوى الأقل قوة أي المستوى الثالث وبانضمام المنتخب المنظم للنهائيات يصبح عدد المنتخبات المشاركة فيها ستة.
- في نسخة 2014 قرر الاتحاد الدولي للكرة الطائرة رفع عدد المنتخبات المشاركة من 18 إلى 28 مع الإبقاء على نظام المستويات الثلاثة ولكن هذه المرة بسبع مجموعات تضم كل منها أربع منتخبات. وتمثل المجموعتان الأولى والثانية المستوى الأول، فيما يضم المستوى الثاني ثلاث مجموعات، أما المجموعتان السادسة والسابعة فتمثلان المستوى الثالث.
- في نسخة 2016 رفع عدد المنتخبات ال 36 منتخب
- في نسخة 2018 قرر الاتحاد الدولي للكرة الطائرة تغير الاسم الي دوري الأمم لكرة الطائرة وشارك 16 منتخب

## النتائج
| العام | المستضيف            |                  | النهائي | النهائي             | النهائي             |         | مباراة المرتبة الثالثة | مباراة المرتبة الثالثة | مباراة المرتبة الثالثة |
| العام | المستضيف            | الفائز           | النتيجة | الوصيف              | المركز الثالث       | النتيجة | المركز الرابع          |                        |                        |
| ----- | ------------------- | ---------------- | ------- | ------------------- | ------------------- | ------- | ---------------------- | ---------------------- | ---------------------- |
| 1990  | اليابان             | إيطاليا          | 3–0     | هولندا              | البرازيل            | 3–1     | الاتحاد السوفيتي       |                        |                        |
| 1991  | إيطاليا             | إيطاليا          | 0-3     | كوبا                | الاتحاد السوفيتي    | 3–1     | هولندا                 |                        |                        |
| 1992  | إيطاليا             | إيطاليا          | 3–1     | كوبا                | الولايات المتحدة    | 1-3     | هولندا                 |                        |                        |
| 1993  | البرازيل            | البرازيل         | 0-3     | روسيا               | إيطاليا             | 0-3     | كوبا                   |                        |                        |
| 1994  | إيطاليا             | إيطاليا          | 3–0     | كوبا                | البرازيل            | 3–2     | بلغاريا                |                        |                        |
| 1995  | البرازيل            | إيطاليا          | 1-3     | البرازيل            | كوبا                | 2-3     | روسيا                  |                        |                        |
| 1996  | هولندا              | هولندا           | 3–2     | إيطاليا             | روسيا               | 2-3     | كوبا                   |                        |                        |
| 1997  | روسيا               | إيطاليا          | 0-3     | كوبا                | روسيا               | 0-3     | هولندا                 |                        |                        |
| 1998  | إيطاليا             | كوبا             |         | روسيا               | هولندا              |         | إيطاليا                |                        |                        |
| 1999  | الأرجنتين           | إيطاليا          | 3–1     | كوبا                | البرازيل            | 1-3     | روسيا                  |                        |                        |
| 2000  | هولندا              | إيطاليا          | 2-3     | روسيا               | البرازيل            | 3–0     | يوغوسلافيا             |                        |                        |
| 2001  | بولندا              | البرازيل         | 3–0     | إيطاليا             | روسيا               | 3–0     | يوغوسلافيا             |                        |                        |
| 2002  | البرازيل            | روسيا            | 3–1     | البرازيل            | يوغوسلافيا          | 1-3     | إيطاليا                |                        |                        |
| 2003  | إسبانيا             | البرازيل         | 2-3     | صربيا والجبل الأسود | إيطاليا             | 3–1     | جمهورية التشيك         |                        |                        |
| 2004  | إيطاليا             | البرازيل         | 1-3     | إيطاليا             | صربيا والجبل الأسود | 3–0     | بلغاريا                |                        |                        |
| 2005  | صربيا والجبل الأسود | البرازيل         | 3–1     | صربيا والجبل الأسود | كوبا                | 2-3     | بولندا                 |                        |                        |
| 2006  | روسيا               | البرازيل         | 2-3     | فرنسا               | روسيا               | 3–0     | بلغاريا                |                        |                        |
| 2007  | بولندا              | البرازيل         | 1-3     | روسيا               | الولايات المتحدة    | 3–1     | بولندا                 |                        |                        |
| 2008  | البرازيل            | الولايات المتحدة | 1-3     | صربيا               | روسيا               | 3–1     | البرازيل               |                        |                        |
| 2009  | صربيا               | البرازيل         | 2-3     | صربيا               | روسيا               | 0-3     | كوبا                   |                        |                        |
| 2010  | الأرجنتين           | البرازيل         | 1-3     | روسيا               | صربيا               | 2-3     | كوبا                   |                        |                        |
| 2011  | بولندا              | روسيا            | 2-3     | البرازيل            | بولندا              | 0-3     | الأرجنتين              |                        |                        |
| 2012  | بلغاريا             | بولندا           | 0-3     | الولايات المتحدة    | كوبا                | 3–2     | بلغاريا                |                        |                        |
| 2013  | الأرجنتين           | روسيا            | 0-3     | البرازيل            | إيطاليا             | 2-3     | بلغاريا                |                        |                        |
| 2014  | إيطاليا             | الولايات المتحدة | 1-3     | البرازيل            | إيطاليا             | 0-3     | إيران                  |                        |                        |
| 2015  | البرازيل            | فرنسا            | 3–0     | صربيا               | الولايات المتحدة    | 3–0     | بولندا                 |                        |                        |
| 2016  | بولندا              |                  | صربيا   | 3–0                 | البرازيل            |         | فرنسا                  | 3–0                    | إيطاليا                |
| 2017  | البرازيل            |                  | فرنسا   | 2-3                 | البرازيل            |         | كندا                   | 1-3                    | الولايات المتحدة       |

## ترتيب الفائزين
| الترتيب | منتخب            | ذهبية | فضية | برونزية | المجموع |
| ------- | ---------------- | ----- | ---- | ------- | ------- |
| 1       | البرازيل         | 9     | 5    | 4       | 19      |
| 2       | إيطاليا          | 8     | 3    | 4       | 15      |
| 3       | روسيا *          | 3     | 5    | 7       | 15      |
| 4       | الولايات المتحدة | 2     | 1    | 2       | 5       |
| 5       | كوبا             | 1     | 5    | 3       | 9       |
| 6       | هولندا           | 1     | 1    | 1       | 3       |
| 7       | بولندا           | 1     | 0    | 1       | 2       |
| 8       | صربيا ^          | 0     | 4    | 3       | 7       |
| 9       | فرنسا            | 1     | 1    | 0       | 1       |
| المجموع | المجموع          | 25    | 25   | 25      | 75      |

## وصلات خارجية
- الموقع الرسمي للدوري العالمي